# Kanadische Unterhauswahl 2008
- NDP: 37
- BQ: 49
- Lib: 77
- Unabh.: 2
- Kon: 143

Die 40. kanadischen Unterhauswahl (englisch 40th Canadian General Election, französisch 40e élection fédérale canadienne) fand am 14. Oktober 2008 statt. Gewählt wurden 308 Mitglieder des kanadischen Unterhauses (engl. House of Commons, frz. Chambre des Communes). Der Wahlgang brachte nur geringe Veränderungen. Die Konservativen von Premierminister Stephen Harper vergrößerten zwar ihre Sitzzahl auf Kosten der Liberalen leicht, konnten aber weiterhin nur eine Minderheitsregierung bilden.

## Hintergrund
Bei der Unterhauswahl 2006 war die Konservative Partei mit 36,27 % stärkste Partei geworden, woraufhin ihr Vorsitzender Stephen Harper neuer Premierminister wurde und eine Minderheitsregierung bildete. Seither wechselten sieben Unterhausabgeordnete die Partei: Drei Liberale gingen zu den Konservativen, ein Konservativer trat den Liberalen bei, je ein Abgeordneter des Bloc Québécois und der Konservativen politisierten unabhängig, ein Liberaler verhalf mit seinem Wechsel der Grünen Partei erstmals überhaupt zu einem Sitz im Bundesparlament.
Im November 2006 verabschiedete das Parlament ein Gesetz, das die Dauer einer Legislaturperiode auf genau vier Jahre festlegt. Als Wahltermin wurde der dritte Montag im Oktober des vierten Jahres nach der vorangegangenen Wahl bestimmt. Gemäß diesem neuen Gesetz hätte die nächste Unterhauswahl am 19. Oktober 2009 stattfinden sollen. Der Generalgouverneur behielt die Möglichkeit, das Parlament jederzeit vorzeitig auflösen zu können – sei es auf Anraten des Premierministers oder wegen eines erfolgreichen Misstrauensvotums der Opposition.
Da im August 2008 die Oppositionsparteien mit einem Misstrauensvotum gedroht hatten und der regierenden Konservativen Partei ihre Unterstützung bei Gesetzgebungsverfahren weiter verweigerten, kündigte der Premierminister am 7. September vorgezogene Neuwahlen an und bat Generalgouverneurin Michaëlle Jean um vorzeitige Auflösung des Unterhauses. Zum Zeitpunkt der Parlamentsauflösung waren vier Sitze vakant; die für September 2008 geplanten Nachwahlen wurden daraufhin abgesagt.

## Auswirkungen

Übersicht der Provinzen und Territorien

Die Konservative Partei war mit dem erklärten Ziel angetreten, eine Mehrheitsregierung zu bilden. Zwar legte sie um 19 Sitze zu, doch fehlten ihr letztlich zwölf Sitze, so dass sie weiterhin auf die Unterstützung der Opposition angewiesen war. Mit ihrem neuen Vorsitzenden Stéphane Dion hoffte die Liberale Partei, den Abwärtstrend nach dem Scheitern der Regierung von Paul Martin zu stoppen. Dies gelang ihr nicht, stattdessen musste sie weitere empfindliche Verluste hinnehmen. Während der separatistische Bloc Québécois leichte Verluste verzeichnete, legte die Neue Demokratische Partei deutlich zu und erzielte das beste Ergebnis seit 1988. Die Grüne Partei verlor ihren einzigen Sitz, den sie während der Legislaturperiode durch einen Übertritt errungen hatte.
Alle vier im Unterhaus vertretenen Parteien gewannen mindestens einen Sitz auf Kosten der anderen Parteien hinzu, ebenso wurde mindestens ein Vertreter aller vier Parteien nicht wiedergewählt. Insgesamt 40 Wahlkreise entschieden sich für einen Vertreter einer anderen Partei als zwei Jahre zuvor. Michael Fortier war das einzige Kabinettsmitglied, dem der Einzug ins Unterhaus nicht gelang. Von Gesetzes wegen musste in sechs Wahlkreisen nachgezählt werden, da der Unterschied zwischen dem Erst- und Zweitplatzierten weniger als 0,1 % betrug. Im Wahlkreis Brossard–La Prairie lag Marcel Lussier vom Bloc Québecois zunächst 102 Stimmen vorne, die Nachzählung ergab schließlich einen Sieg der liberalen Kandidatin Alexandra Mendès mit 69 Stimmen Vorsprung. Beim Liberalen Ujjal Dosanjh, früherer Gesundheitsminister und Premierminister von British Columbia ergab die Nachzählung im Wahlkreis Vancouver South einen Vorsprung von lediglich 22 Stimmen, nachdem er bei der ersten Zählung noch mit 33 Stimmen vorne gelegen hatte.

## Ergebnisse

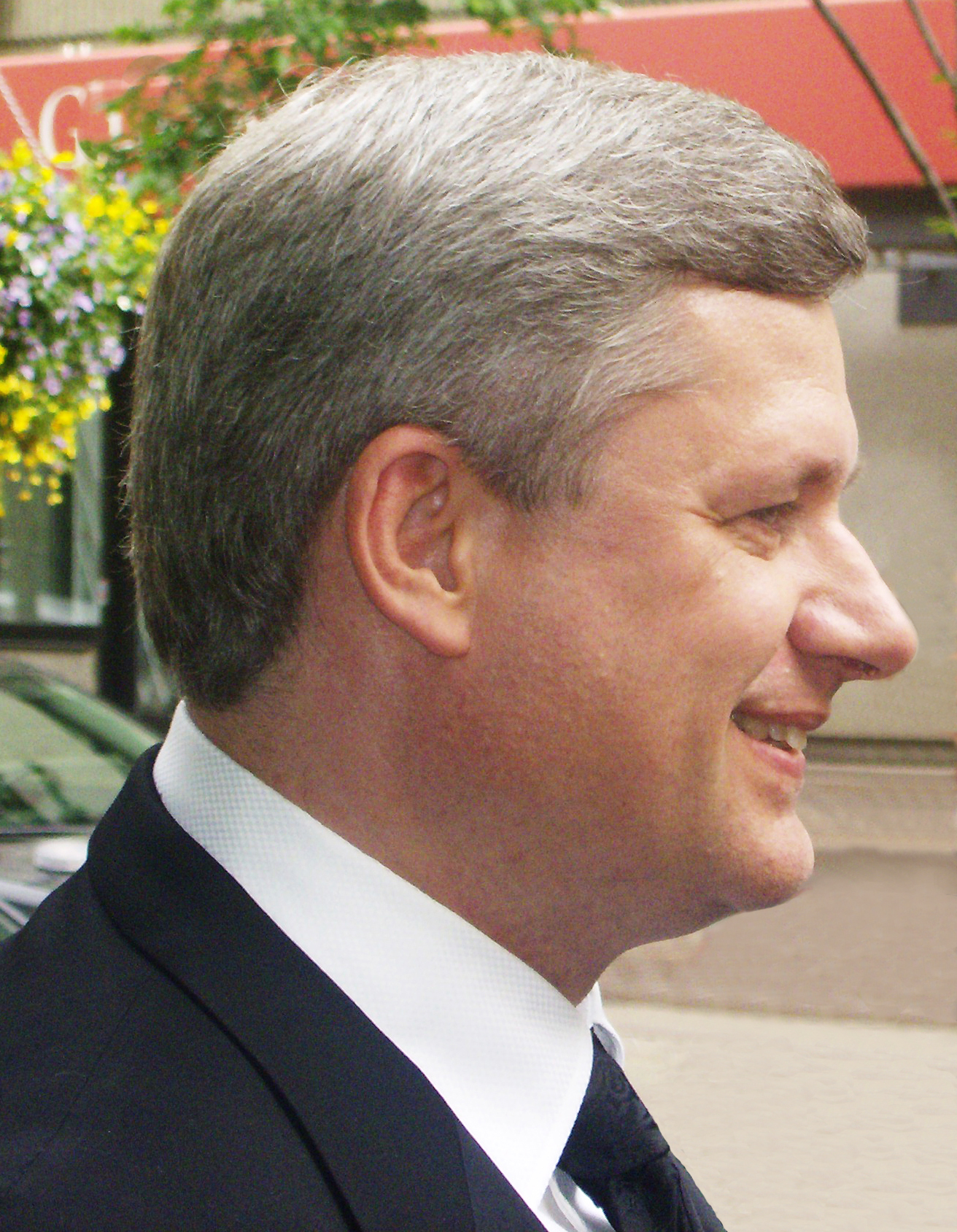
Stephen Harper

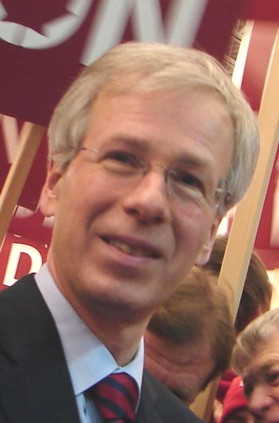
Stéphane Dion

Wahlkreise im Detail

### Gesamtergebnis
Quelle: Canadian Broadcasting Corporation
Mit 59,7 % war die Wahlbeteiligung so gering wie nie zuvor. 2004 hatte sie 60,9 % betragen, was damals ebenfalls das schlechteste Ergebnis überhaupt darstellte.
| Partei | Partei                             | Vorsitzender     | Kandi- daten | Sitze 2006 | bei Auf- lösung | Sitze 2008 | +/−  | Stimmen    | Anteil  | +/−      |
| ------ | ---------------------------------- | ---------------- | ------------ | ---------- | --------------- | ---------- | ---- | ---------- | ------- | -------- |
|        | Konservative Partei                | Stephen Harper   | 307          | 124        | 127             | 143        | + 19 | 5.207.553  | 37,63 % | + 1,36 % |
|        | Liberale Partei                    | Stéphane Dion    | 307          | 103        | 095             | 077        | − 26 | 3.628.337  | 26,22 % | − 4,01 % |
|        | Bloc Québécois                     | Gilles Duceppe   | 075          | 051        | 048             | 049        | − 02 | 1.379.956  | 9,97 %  | − 0,51 % |
|        | Neue Demokratische Partei          | Jack Layton      | 308          | 029        | 030             | 037        | + 08 | 2.509.148  | 18,13 % | + 0,65 % |
|        | Unabhängige / nicht parteigebunden |                  | 071          | 001        | 003             | 002        | + 01 | 107.107    | 0,77 %  | + 0,22 % |
|        | Grüne Partei                       | Elizabeth May    | 303          |            | 001             |            |      | 941.097    | 6,80 %  | + 2,32 % |
|        | Christian Heritage                 | Ron Gray         | 059          |            |                 |            |      | 26.745     | 0,19 %  |          |
|        | Marxisten-Leninisten               | Anna Di Carlo    | 059          |            |                 |            |      | 8.565      | 0,06 %  |          |
|        | Libertäre Partei                   | Dennis Young     | 026          |            |                 |            |      | 7.300      | 0,05 %  | + 0,03 % |
|        | Progressive Canadian Party         | Sinclair Stevens | 010          |            |                 |            |      | 5.860      | 0,04 %  | − 0,06 % |
|        | Kommunistische Partei              | Miguel Figueroa  | 024          |            |                 |            |      | 3.572      | 0,03 %  | + 0,01 % |
|        | Canadian Action Party              | Connie Fogal     | 020          |            |                 |            |      | 3.455      | 0,02 %  | − 0,02 % |
|        | Marijuana Party                    | Blair Longley    | 008          |            |                 |            |      | 2.298      | 0,02 %  | − 0,04 % |
|        | neorhino.ca                        | François Gourd   | 007          |            |                 |            |      | 2.122      | 0,02 %  | + 0,02 % |
|        | Newfoundland First Party           | Thomas V. Hickey | 003          |            |                 |            |      | 1.713      | 0,01 %  | + 0,01 % |
|        | First Peoples National Party       | Barbara Wardlaw  | 006          |            |                 |            |      | 1.611      | 0,01 %  |          |
|        | Animal Alliance                    | Liz White        | 004          |            |                 |            |      | 527        | >0,01 % |          |
|        | Work Less Party                    | Conrad Schmidt   | 001          |            |                 |            |      | 425        | >0,01 % |          |
|        | Western Block Party                | Doug Christie    | 001          |            |                 |            |      | 195        | >0,01 % |          |
|        | People’s Political Power Party     | Roger Poisson    | 002          |            |                 |            |      | 186        | >0,01 % |          |
|        | vakant                             |                  |              |            | 004             |            |      |            |         |          |
| Gesamt | Gesamt                             | Gesamt           | 1.601        | 308        | 308             | 308        |      | 13.834.294 | 100,0 % |          |

### Ergebnis nach Provinzen und Territorien
| Partei | Partei                    | Partei       | BC   | AB   | SK   | MB   | ON   | QC   | NB   | NS   | PE   | NL   | NU   | NT   | YT   | Gesamt |
| ------ | ------------------------- | ------------ | ---- | ---- | ---- | ---- | ---- | ---- | ---- | ---- | ---- | ---- | ---- | ---- | ---- | ------ |
|        | Konservative Partei       | Sitze        | 22   | 27   | 13   | 9    | 51   | 10   | 6    | 3    | 1    |      | 1    |      |      | 143    |
|        | Konservative Partei       | Anteil in %  | 44,4 | 64,6 | 53,7 | 48,8 | 39,2 | 21,7 | 39,4 | 26,1 | 36,2 | 16,5 | 34,8 | 37,6 | 32,8 | 37,6   |
|        | Liberale Partei           | Sitze        | 5    |      | 1    | 1    | 38   | 14   | 3    | 5    | 3    | 6    |      |      | 1    | 77     |
|        | Liberale Partei           | Anteil in %: | 19,3 | 11,4 | 14,9 | 19,1 | 33,8 | 23,7 | 32,4 | 29,8 | 47,7 | 46,6 | 34,8 | 13,6 | 45,3 | 26,2   |
|        | Bloc Québécois            | Sitze        |      |      |      |      |      | 49   |      |      |      |      |      |      |      | 49     |
|        | Bloc Québécois            | Anteil in %  |      |      |      |      |      | 38,1 |      |      |      |      |      |      |      | 10,0   |
|        | Neue Demokratische Partei | Sitze        | 9    | 1    |      | 4    | 17   | 1    | 1    | 2    |      | 1    |      | 1    |      | 37     |
|        | Neue Demokratische Partei | Anteil in %  | 26,1 | 12,7 | 25,6 | 24,0 | 18,2 | 12,2 | 21,9 | 28,9 | 9,8  | 33,9 | 27,6 | 41,5 | 9,0  | 18,2   |
|        | Unabhängige               | Sitze        |      |      |      |      |      | 1    |      | 1    |      |      |      |      |      | 2      |
|        | Unabhängige               | Anteil in %  |      |      |      |      |      | 0,6  |      | 6,6  |      |      |      |      |      | 0,7    |
|        | Grüne Partei              | Anteil in %  | 9,4  | 8,8  | 5,8  | 6,8  | 8,0  | 3,5  | 6,2  | 8,0  | 4,7  | 1,7  | 8,4  | 5,5  | 13,0 | 6,8    |